# 欧姆拉斯
欧姆拉斯（法語：Aumelas，法語發音：[om(ə)las]）是法国埃罗省的一个市镇，属于洛代沃区。

## 地理
欧姆拉斯（43°36'10"N, 3°35'55"E）面积58.26 平方千米，位于法国奧克西塔尼大區埃罗省，该省份为法国南部沿海省份，南濒地中海，西南接奥德省，西北接塔恩省和阿韦龙省，东北与加尔省接壤。
与欧姆拉斯接壤的市镇（或旧市镇、城区）包括：拉布瓦西耶尔、库尔农泰拉勒、日尼亚克、蒙巴赞、普莱桑、圣博济勒-德拉西尔沃、圣帕瓜尔、圣保罗和瓦尔马勒、旺代米扬、维勒韦拉克。
欧姆拉斯的时区为UTC+01:00、UTC+02:00（夏令时）。

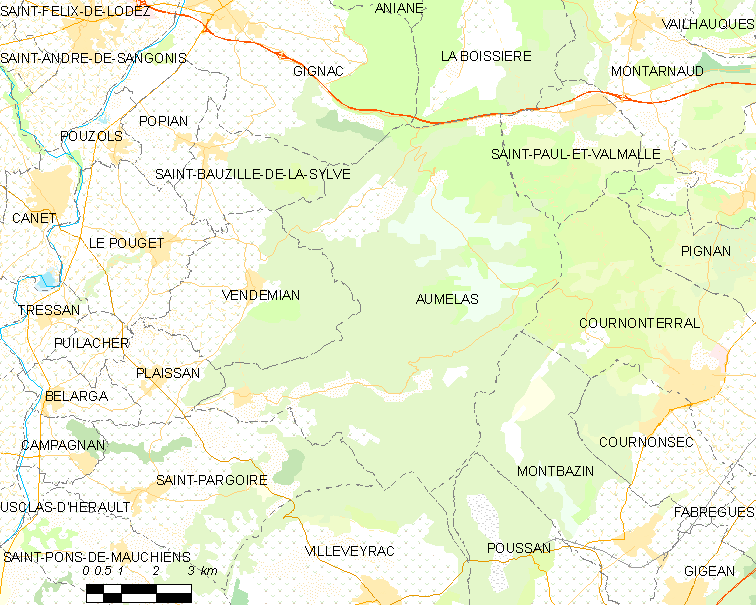
欧姆拉斯的OSM定位图

## 行政
欧姆拉斯的邮政编码为34230，INSEE市镇编码为34016。

## 政治
欧姆拉斯所属的省级选区为日尼亚克县。

## 人口

1962-2008年间欧姆拉斯人口变化图示

欧姆拉斯于2022年1月1日时的人口数量为582人。